# Charles Antoine de Limairac
Charles Antoine Gabriel, marquis de Limairac, est un homme politique français né le 1er avril 1770 à Toulouse (Haute-Garonne) et mort le 10 janvier 1847 à Toulouse.

## Biographie
Riche propriétaire, il devient Conseiller de préfecture de la Haute-Garonne en 1811. Rallié aux Bourbons, il est sous-préfet à Toulouse en 1814, pendant la première Restauration.
Le 23 juillet 1815, il est nommé préfet de la Haute-Garonne par le duc d'Angoulême, mais cette nomination est annulée le 9 août 1815 par l'Empereur.
Il est député de Haute-Garonne de 1815 à 1824. Il est en parallèle préfet de Tarn-et-Garonne de 1822 à 1827, et préfet de Vaucluse de 1827 à 1829. 
Il est le père de Charles de Limairac et d'André de Limairac.